# Sent Sarnin de la Barda
Sent Sarnin de la Barda (en francès Saint-Cernin-de-Labarde) és un municipi francès situat al departament de la Dordonya i a la regió de la Nova Aquitània.

## Demografia
| 1962                                       | 1968 | 1975 | 1982 | 1990 | 1999 | 2007 |
| ------------------------------------------ | ---- | ---- | ---- | ---- | ---- | ---- |
| 227                                        | 223  | 201  | 197  | 231  | 243  | 199  |
| Des de 1962: població sense dobles comptes |      |      |      |      |      |      |

## Administració
| Període   | Identitat              | Partit |
| --------- | ---------------------- | ------ |
| 1971-2008 | Raymond Nouaille       |        |
| 2008-     | Vianney d'Hautefeuille |        |